# Azlor
Azlor è un comune spagnolo di 164 abitanti situato nella comunità autonoma dell'Aragona.

Fa parte della comarca del Somontano de Barbastro.